# Thomas John Joseph Paprocki
Thomas John Joseph Paprocki (Chicago, 5 agosto 1952) è un vescovo cattolico statunitense, dal 20 aprile 2010 vescovo di Springfield in Illinois.

## Biografia
Thomas John Joseph Paprocki è nato a Chicago il 5 agosto 1950 ed è il terzo dei nove figli di John Paprocki e Veronica (nata Bonat). Ha sei fratelli e due sorelle. È da sempre appassionato di hockey, tanto che a volte viene definito dai media come "Holy Goalie", e ha iniziato a praticare questo sport in giovane età, nel seminterrato della farmacia di suo padre. Tifa per i Chicago Blackhawk.

### Formazione e ministero sacerdotale
Dopo aver frequentato la scuola elementare della parrocchia di San Casimiro, è entrato nel seminario minore arcidiocesano, proseguendo poi la formazione sacerdotale al Niles College of Loyola, dove nel 1974 ha conseguito un Bachelor of Arts, e al seminario "Saint Mary of the Lake" di Mundelein, dove ha ottenuto il Bachelor of Sacred Theology nel 1976, il Master of Divinity nel 1978 e la licenza in teologia nel 1979.
Il 10 maggio 1978 è stato ordinato presbitero per l'arcidiocesi di Chicago dal cardinale John Patrick Cody. Il suo primo incarico è stato quello di vicario parrocchiale della parrocchia di San Michele a South Chicago che ha mantenuto fino al 1983. Nel 1981 ha conseguito il Juris Doctor al College of Law della DePaul University di Chicago. Nel 1981 ha fondato la Chicago Legal Clinic per assistere i lavoratori poveri e svantaggiati.
In seguito è stato amministratore parrocchiale della parrocchia di San Giuseppe a Chicago dal 1983 al 1986 e vice-cancelliere arcivescovile dal 1985 al 1987. Ha poi perfezionato gli studi di diritto canonico presso la Pontificia Università Gregoriana a Roma dove ha ottenuto la licenza nel 1989 e il dottorato nel 1991. Tornato in patria è stato vice-cancelliere arcivescovile dal 1991 al 1992, cancelliere arcivescovile dal 1992 al 2000 e parroco della parrocchia di Santa Costanza a Chicago dal 2000 al 2003.

### Ministero episcopale
Il 24 gennaio 2003 papa Giovanni Paolo II lo ha nominato vescovo ausiliare di Chicago e titolare di Vulturara. Ha ricevuto l'ordinazione episcopale il 19 marzo successivo nella cattedrale del Santo Nome di Chicago dal cardinale Francis Eugene George, arcivescovo metropolita di Chicago, co-consacranti il vescovo ausiliare della stessa arcidiocesi Raymond Emil Goedert e il vescovo di Nuevo Laredo Ricardo Watty Urquidi. Come ausiliare ha prestato servizio come vicario episcopale per il IV vicariato e referente del cardinale arcivescovo per la pastorale della comunità polacca e per gli affari sanitari e ospedalieri. È stato anche membro dei consigli di amministrazione della Polish American Association e della Polish American Leadership Initiative.
Quando il governatore dell'Illinois Rod Blagojevich nel 2005 ha emanato un ordine esecutivo che imponeva a tutti i farmacisti dello Stato di dispensare i contraccettivi di prescrizione, monsignor Paprocki ha condannato questo atto alla presenza dello stesso Blagojevich, dicendo: "Sono costernato che la nostra società secolare sia arrivata a sancire che agli individui venga richiesto dalla legge di violare le proprie credenze religiose personali per soddisfare le esigenze egoistiche di gruppi di interesse particolare".
Nel novembre del 2008, monsignor Paprocki ha parlato contro il Freedom of Choice Act (FOCA), che dichiara politica degli Stati Uniti che ogni donna abbia il diritto fondamentale di scegliere di avere un figlio, interrompere una gravidanza prima della vitalità del feto, o interrompere una gravidanza dopo la vitalità quando necessario per proteggere la sua vita o la sua salute, dicendo: "Potrebbe voler dire interrompere l'ostetricia nei nostri ospedali e potremmo aver bisogno di prendere in considerazione il passo drastico di chiudere completamente i nostri ospedali cattolici. Ritirare la nostra sponsorizzazione o venderli a qualcuno che farebbe degli aborti, sarebbe una cooperazione moralmente inaccettabile nel male". In una successiva intervista al Chicago Tribune ha riaffermato la sua posizione, dicendo: "Se gli ospedali cattolici fossero obbligati dalla legge federale a praticare l'aborto, dovremmo chiudere i nostri ospedali".
Quando gli è stato chiesto chi fosse responsabile delle crisi degli abusi sessuali nella Chiesa cattolica, monsignor Paprocki ha detto che il diavolo era la forza principale dietro le cause. Il 20 aprile 2010 papa Benedetto XVI lo ha nominato vescovo di Springfield in Illinois. Ha preso possesso della diocesi il 22 giugno successivo con una messa nella cattedrale dell'Immacolata Concezione di Springfield. Nel novembre del 2010 ha organizzato una conferenza sull'esorcismo. Nell'aprile del 2012 monsignor Paprocki è stato nominato membro del collegio di tre vescovi cattolici americani - gli altri erano l'arcivescovo di Seattle James Peter Sartain e il vescovo di Toledo Leonard Paul Blair, che aveva già svolto alcuni lavori preliminari - incaricato dalla Congregazione per la dottrina della fede di compiere con un'indagine pluriennale sulla Leadership Conference of Women Religious (LCWR).
Ha coniato il nome di Fortnight for Freedom, una campagna dei vescovi americani a favore della libertà religiosa. Nel febbraio del 2012 ha compiuto la visita ad limina. Nel settembre del 2012 monsignor Paprocki ha detto ai fedeli della sua diocesi che votare "per un candidato che promuove azioni o comportamenti intrinsecamente malvagi e gravemente peccaminosi vi rende moralmente complici e pone seriamente in pericolo la salvezza eterna della vostra stessa anima". Il suo articolo ha approfondito discutendo su come il Partito Democratico abbia abbracciato dottrine discutibili. Nel 2013 ha conseguito un master in business administration presso l'Università di Notre Dame. Nel novembre del 2013 il vescovo Paprocki ha detto che Satana era alla base della recente legalizzazione del matrimonio tra persone dello stesso sesso in Illinois e ha tenuto una cerimonia di esorcismo, durante la quale ha praticato il rito "in riparazione per il peccato del matrimonio tra persone dello stesso sesso".
Il 23 giugno 2017 monsignor Paprocki ha ordinato ai sacerdoti della sua diocesi di negare la comunione, gli ultimi riti e i riti funebri alle persone che frequentano i matrimoni omosessuali, a meno che non si fossero pentiti. Nel decreto che ha inviato ai sacerdoti, ai diaconi, ai seminaristi e al personale della sua diocesi la settimana precedente, ha presentato una serie di norme sul matrimonio tra persone dello stesso sesso e sulle relative questioni pastorali che egli ha definito come politica della diocesi. Il decreto di monsignor Paprocki vieta ai sacerdoti e al personale parrocchiale di celebrare matrimoni omosessuali o di concedere qualsiasi struttura cattolica per la celebrazione di matrimoni tra persone dello stesso sesso. Le persone che avessero contratto matrimoni omosessuali "non dovrebbero presentarsi per la Santa Comunione, né dovrebbero essere ammessi alla Santa Comunione". Una persona in un matrimonio omosessuale che sta affrontando la morte può ricevere la comunione solo dopo aver espresso "segni di pentimento per i suoi peccati". Questo decreto ha generato forti critiche. Michael Sean Winters del National Catholic Reporter ha chiesto che il vescovo Paprocki venisse "licenziato". Christopher Pett, presidente entrante di DignityUSA, ha descritto il decreto come "meschino e che ferisce nell'estremo". Monsignor Paprocki ha difeso la sua posizione definendola "un'applicazione piuttosto diretta dell'attuale insegnamento della Chiesa e del diritto canonico".
Nel luglio del 2017 ha dichiarato pubblicamente la sua convinzione che i politici cattolici che sono stati coinvolti nel rendere legale il matrimonio tra persone dello stesso sesso negli Stati Uniti dovrebbero astenersi dal ricevere la Santa Comunione finché non avessero cercato il perdono nel confessionale.
Nel febbraio del 2018 monsignor Paprocki ha ufficialmente confermato una precedente decisione di impedire al senatore statunitense Dick Durbin, cattolico residente nella sua diocesi, di ricevere la Santa Comunione dopo che il senatore aveva votato contro un divieto di aborto di venti settimane. "Nell'aprile 2004, il parroco del senatore Durbin, allora monsignor Kevin William Vann (in seguito vescovo di Orange in California), ha detto che sarebbe stato reticente a dare la comunione al senatore Durbin, perché la sua posizione pro-aborto lo ha messo fuori dalla comunione e dall'unità con gli insegnamenti della Chiesa sulla vita", ha detto. "Il mio predecessore, ora arcivescovo George Joseph Lucas di Omaha, ha detto che avrebbe appoggiato quella decisione, ho continuato su quella posizione".
È presidente del consiglio episcopale per gli atleti cattolici per Cristo ed è l'autore di Holy Goals for Body and Soul.

## Genealogia episcopale
La genealogia episcopale è:
- Cardinale Scipione Rebiba
- Cardinale Giulio Antonio Santori
- Cardinale Girolamo Bernerio, O.P.
- Arcivescovo Galeazzo Sanvitale
- Cardinale Ludovico Ludovisi
- Cardinale Luigi Caetani
- Cardinale Ulderico Carpegna
- Cardinale Paluzzo Paluzzi Altieri degli Albertoni
- Papa Benedetto XIII
- Papa Benedetto XIV
- Papa Clemente XIII
- Cardinale Giovanni Francesco Albani
- Cardinale Carlo Rezzonico
- Cardinale Antonio Dugnani
- Arcivescovo Jean-Charles de Coucy
- Cardinale Gustave-Maximilien-Juste de Croÿ-Solre
- Vescovo Charles-Auguste-Marie-Joseph Forbin-Janson
- Cardinale François-Auguste-Ferdinand Donnet
- Vescovo Charles-Emile Freppel
- Cardinale Louis-Henri-Joseph Luçon
- Cardinale Charles-Henri-Joseph Binet
- Cardinale Maurice Feltin
- Cardinale Jean-Marie Villot
- Cardinale Agostino Cacciavillan
- Cardinale Francis Eugene George, O.M.I.
- Vescovo Thomas John Joseph Paprocki

## Araldica
| Stemma | Titolare                                                       | Descrizione |
|        | Thomas John Joseph Paprocki Vescovo di Springfield in Illinois | Partito: al I d'oro alla croce d'azzurro accompagnata da quattro tortelli-bisanti fasciati ondati d'argento e d'azzurro e caricata da un crescente montante d'argento; al II di verde graticolato d'oro, caricato da un bisante di nero, ricaricato di una croce patente a cerchio d'argento, al capo cucito di rosso caricato da due croci dal piede patente d'oro sostenenti bilance dello stesso sormontate da un cuore d'argento, coronato di spine e infiammato d'oro. Ornamenti esteriori da vescovo. Motto: Lex cordis caritas. |